# Francisco Javier Echeverría

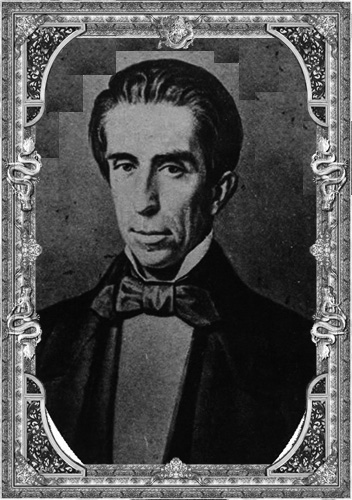
Francisco Javier Echeverría

Francisco Javier Echeverría (Xalapa, 2 juli 1797 - Mexico-Stad, 17 september 1852) was een Mexicaans politicus. In 1841 was hij gedurende een paar weken president.
Echeverría was een rijke grootgrondbezitter. In 1834 werd hij minister van haciënda. Toen president Anastasio Bustamante op 22 september 1841 aftrad, nam Echeverría het presidentschap over. Dit duurde slechts enkele weken, want op 10 oktober nam Antonio López de Santa Anna de macht over.
Francisco Javier Echeverría dient niet verward te worden met Luis Echeverría, die president van Mexico was van 1970 tot 1976.